# Stereosonic
Stereosonic är en musikfestival som äger rum varje år i Australien i början på december. Stereosonic har blivit en relativt stor musikfestival i Australien.
Stereosonic hålls i Brisbane, Adelaide, Perth, Sydney och Melbourne. Två stora projektansvariga foretag står bakom Stereosonic, Hardware och Onelove Corporations. Stereosonic är en mix mellan electronic och dance culture music.

## Lineups

### 2007
| - Armand Van Helden - Fedde Le Grand - Booka Shade - Trentemoller - DJ Mehdi - Tim Deluxe - Kevin Saunderson | - Stacey Pullen - Paul Harris - Vicarious Bliss - Steve Rachmad - Martijn Ten Velden - Klaas - Alex (Chicks on Speed) | - Meat Katie - The Potbelleez - John Course - Grant Smilie - Ajax - Acid Jacks - Kaz James |

### 2008
| - Sneaky Sound System - Paul van Dyk - Carl Cox - PNAU - Midnight Juggernauts - Booka Shade - Infected Mushroom - DJ Hell - Crookers | - Kaz James - TV Rock - Vitalic - Japanese Popstars - DJ Funk (ed banger) - Tommie Sunshine - Headman - Don Diablo | - Mowgli - Giuseppe Ottaviani - Stu Stone - Sam La More - Dave Nada - Devlin and Darko (BBC/Spank Rock DJs) - Mr Maqs (ed banger) - Ajax |

### 2009
| - Deadmau5 - Axwell - Fedde Le Grand - John Dahlbäck - Crookers - Surkin - The Bloody Beetroots feat MC Justin Pearson - Miss Kittin & The Hacker - Marco Carola - Chicane | - Cut Copy DJs - Dragonette - Drop the Lime - Renaissance Man - Alter Ego - Zombie Nation - Umek - Hudson Mohawke - Tim Sweeney (DFA) - The Cobra Snake | - Kidda - Juan Kidd - Grant Smillie - Andy Murphy - Acid Jacks - Grafton Primary - Canyons - Knightlife - Bag Raiders |

### 2010
| - Tiesto - Calvin Harris - Robyn (Cancelled) - Major Lazer - Sebastian Ingrosso - Benny Benassi - Wiley - Ricardo Villalobos - Infected Mushroom - Jeff Mills | - Afrojack - Luciano - DJ Sneak - Annie Mac - Carl Cox - Caspa and MC Rod Azlan - Giuseppe Ottaviani (GO! Live) - Reboot - DJ T - Bart B More | - Optimo - DJ Dan - Congorock - Sied van Riel - Technasia - Russ Chimes - Redshape - L-VIS 1990 - Aly and Fila |

### 2011
| - Armin Van Buuren - Carl Cox - LMFAO - Empire of the Sun - Afrojack - The Bloody Beetroots - Avicii - Benny Benassi - Ferry Corsten - Dirty South - Kaskade - Dash Berlin - Sub Focus live - Andy C - Mr Oizo | - PNAU - Pretty Lights - Annie Mac - Crookers - BT Live - Caspa - MC Dynamite - Claude VonStroke - Datsik - Lucy Love - Bag Raiders - Zombie Nation LED Show - Drop the Lime Band - The 2 Bears (Joe Hot Chip and Raf Daddy) - Guy Gerber | - The Gaslamp Killer - Deetron - EDX - Jochen Miller - Arty - Yousef - Madeon - Dream - Peter Van Hoesen - Myon & Shane 54 - Destructo - Acid Jack Live - Jon Rundell - MC Stretch - ShockOne - Beni (musician) |

### 2012
| - Tiesto - Avicii - Calvin Harris - Example (musician) - Carl Cox - Major Lazer - Laidback Luke - Martin Solveig - Dash Berlin - Markus Schulz - Diplo - Sander Van Doorn - Infected Mushroom - Chuckie - Flux Pavilion - Mr Oizo - Porter Robinson | - Loco Dice - Bassnectar - JFK MSTRKRFT - Excision - Adam Beyer - Bart B More - Aly and Fila - Caspa - Datsik - Joris Voorn - Bingo Players - Tommy Trash - Simon Patterson - Gesaffelstein - Orjan Nilsen - Dillon Francis - Foreign Beggars | - Zedd - Brodinski - Krewella - Nina Kraviz - Van She - Alvin Risk - Destructo - MaRLo - Club Cheval - Treasure Fingers - French Fries - Beni (musician) - Duke Dumont - Mickey - Kaz James - Feenixpawl - Acid Jack |

Additional local lineup information

## Utmärkelser
inthemix Annual Awards

2010

- Winner Favourite Festival - Victoria
- Winner Favourite Festival - South Australia
- Winner Favourite Festival - Western Australia
- Runner Up Favourite Festival - New South Wales
- Runner Up Favourite Festival - Queensland

2009

- Winner Favourite Festival - Victoria
- Winner Favourite Festival - Western Australia
- Runner Up Favourite Festival - South Australia
- Runner Up Favourite Festival - Queensland

### Fotnoter
1. ↑  ”Robyn cancels on Stereosonic festival on”. Inthemix.com.au. Arkiverad från originalet den 27 september 2012. https://web.archive.org/web/20120927174819/http://www.inthemix.com.au/news/aust/48392/Robyn_cancels_on_Stereosonic_festival. Läst 13 augusti 2012.
2. ↑  ”Stereosonic Local Lineup Revealed”. Festivaltix.com.au. 13 november 2010. Arkiverad från originalet den 9 juli 2012. https://archive.is/20120709214739/http://festivaltix.com.au/Stereosonic-Local-Lineup-Revealed.html. Läst 13 augusti 2012.
3. ↑  ”inthemix awards 2011 - Australia's National DJ, Festival, Clubbing & Dance Music Poll”. inthemix.com.au. Arkiverad från originalet den 20 oktober 2012. https://web.archive.org/web/20121020043516/http://www.inthemix.com.au/awards/2011/results/festivals/. Läst 13 augusti 2012.
4. ↑  ”inthemix50 2010: Australia's National DJ, Festival, Clubbing & Dance Music Poll”. Inthemix.com.au. Arkiverad från originalet den 27 september 2012. https://web.archive.org/web/20120927180300/http://www.inthemix.com.au/50/2010/results/festivals/. Läst 13 augusti 2012.